# Heiligkreuz (Trostberg)

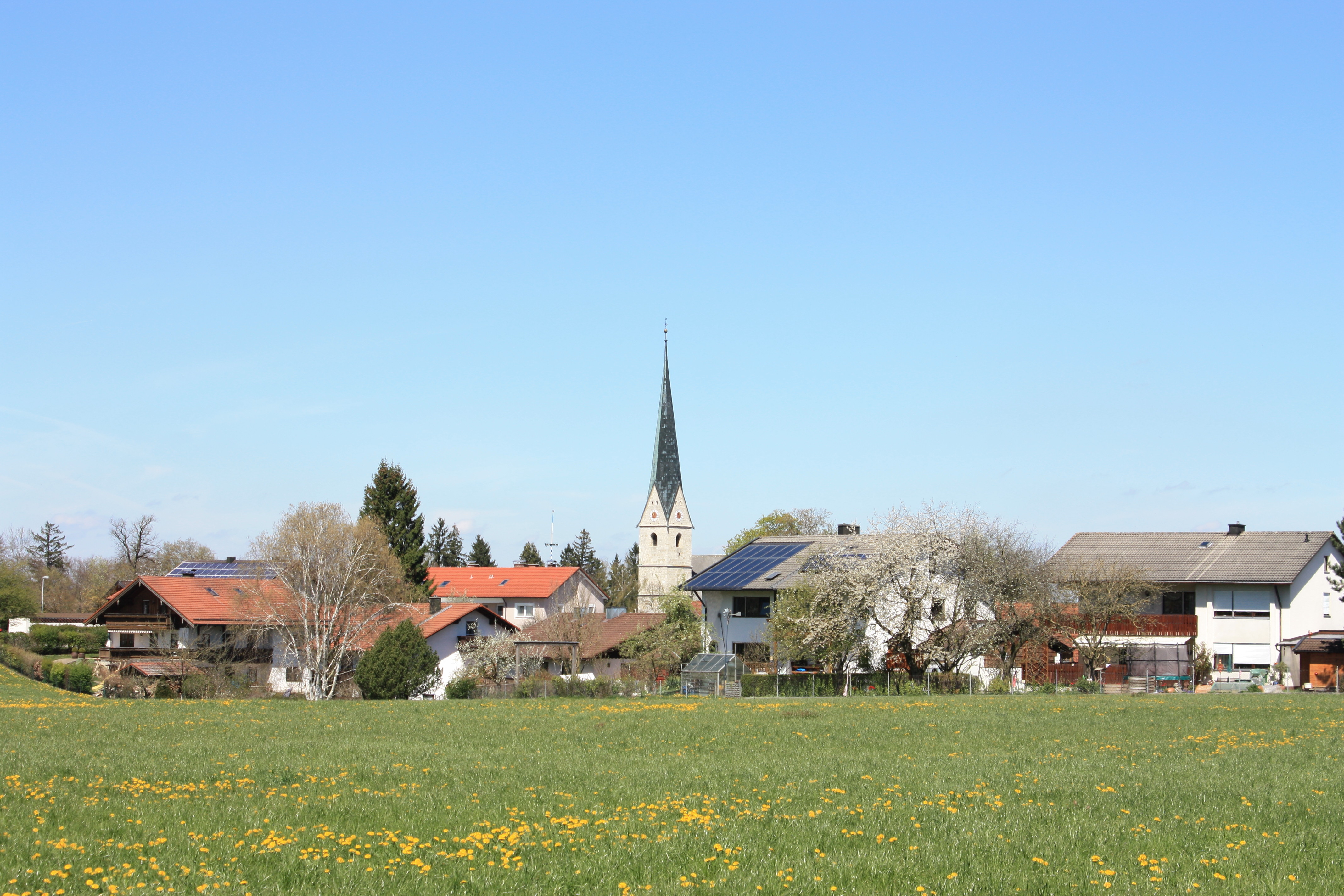
Blick auf Heiligkreuz

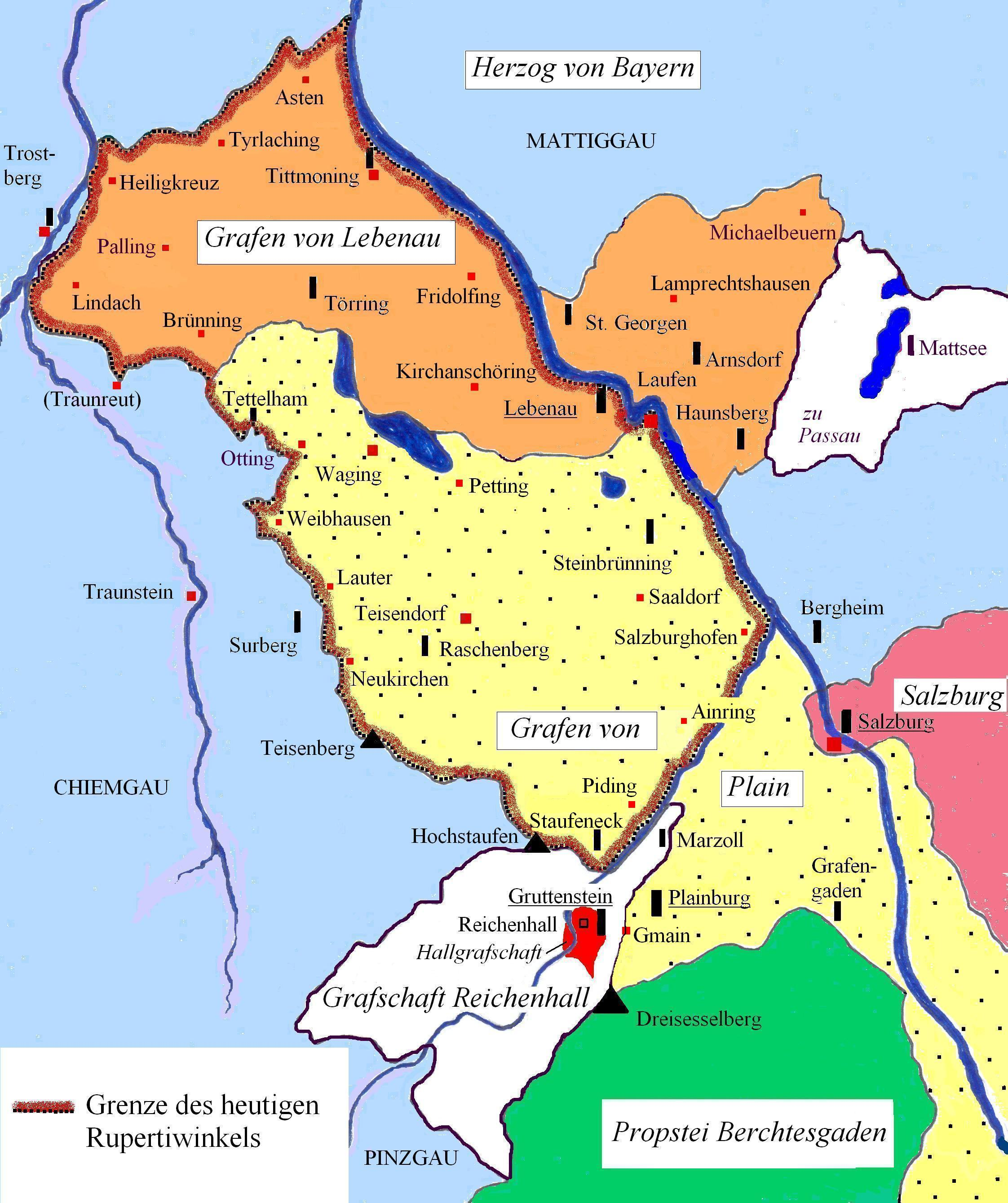
Herrschaftsgebiete im nördlichen Salzburggau im Hochmittelalter

Heiligkreuz (ältere Schreibweise bis 1951: Heilig Kreuz) ist eine ländlich geprägte Ortschaft und eine Gemarkung im nördlichen Landkreis Traunstein. Seit 1978 ist sie ein Gemeindeteil der oberbayerischen Stadt Trostberg.

## Geschichte
Das Gebiet war ursprünglich Teil der Grafschaft Lebenau und gehörte nach dem Aussterben der Lebenauer 1229 als Teil des nördlichen Salzburggaus bis zur Säkularisation 1802/03 zum Erzstift Salzburg. Erst 1816 kam Heiligkreuz mit dem gesamten Rupertiwinkel endgültig zu Bayern. Die mit dem Gemeindeedikt von 1818 errichtete politische Gemeinde Heiligkreuz war Teil des Landgerichtsbezirks Tittmoning, ab 1862 im Bezirksamt Laufen.
1879 wechselte Heiligkreuz in den Amtsgerichtsbezirk Trostberg und 1880 in das Bezirksamt Traunstein.
Die Gemeinde umfasste neben Heiligkreuz die Orte Armutsham, Bandsham, Baumgarten, Bergham, Birn, Blindreut, Deinting, Eglsee, Engertsham, Forst, Gloneck, Grafischen, Günzelham, Gumpertsham, Gunerfing, Hagenau, Hennthal, Hilling, Hör, Hofstett, Holzen, Kainhub, Kaps, Kendling, Köbeln, Kronest, Pieling (Bicheln), Purkering, Reut, Rohrigham, Wäschhausen, Wechselberg, Weiding, Wimm und Wolfering. Am 1. Mai 1978 wurden diese Orte im Rahmen der Gebietsreform in Bayern in die Stadt Trostberg eingemeindet.

## Bau- und Bodendenkmäler
- Die namensgebende Kirche Heilig Kreuz ist ein spätgotischer Nagelfluhquaderbau. Das zweischiffige Langhaus mit südlich angesetztem Turm wurde in drei Abschnitten ab Mitte des 15. Jahrhunderts bis 1482 errichtet.
- alter Pfarrhof
- neuer Pfarrhof